# 消防組織法
消防組織法（しょうぼうそしきほう、昭和22年12月23日法律第226号）は、日本の消防の任務範囲、消防責任を市町村が負うこと、消防機関の構成などに関する法律である。
消防に関する基本法と呼ぶべき内容を有する。これに対し、消防法は主として防火に関する法律である。1947年（昭和22年）12月23日に公布された。

## 主要項目

### 消防の任務
第1条では、消防の任務の範囲が規定されている。
- 第1条　消防は、その施設および人員を活用して、国民の生命、身体および財産を火災から保護するとともに、水火災または地震等の災害を防除し、およびこれらの災害による被害を軽減するほか、災害等による傷病者の搬送を適切に行うことを任務とする。

本条において、消防は火災の防御だけでなく災害の防除もその任務とされている。本条を根拠として、火災以外の救急や救助、または（災害等による）行方不明者の捜索などが消防任務の範囲に含まれることとなる。（災害等による）行方不明者の捜索において注意すべきは、あくまで生存者が対象となることである。

### 自治体消防
消防責任を負い、その費用を負担するのは市町村とされている（第6条、第8条）。そして、消防は市町村長が管理し（第7条）、消防機関（消防本部および消防署・消防団）は市町村が設置する（第9条）が規定されている。（消防団の任務等については消防団員#消防団員の身分・任務参照）。消防事務の広域化も規定されており（第31条）、具体的な方法としては一部事務組合や広域連合設置、常備消防未設置町村の、既設市町村への事務委託がある。
国や都道府県は消防責任を負うことはなく、よって市町村消防を管理することもない（第36条）。ただし、都の特別区の存する区域内にあっては特別区が連合して消防責任を負うことになっているため（第26条）、都知事が、特別区の連合体の責任者たる地位に基いてこの区域内における消防を管理し、かつ、特別区の消防長を任免することとされている（第27条）。
国（消防庁）における消防関係事務は第2条～第5条、道府県における消防関係事務は第38条において規定されており、市町村消防への関与は指導・助言等にとどめられている。ときに消防庁や道府県により、指導・助言の名目で市町村消防に対する介入が行われることもあるが、強制力を伴わないため、最終的な判断は市町村消防が行うこととなる。この辺りが警察と大きく異なる点で、警察の場合は警察庁が自治体警察へ介入することは法的にもある程度認められている。
消防の場合は、消防庁に所属しているのは国家公務員たる総務事務官または総務技官であって、消防吏員ではない。ただし、総務事務官・技官が消防吏員として自治体消防に出向したり、消防吏員が総務事務官・技官として消防庁に出向するような人事交流は日常的に行われている。
戦前、消防は警察の一部門とされていたが、戦後は、消防の重要性や警察の必要以上の肥大化防止などが勘案された結果、GHQの指導に基づいて消防組織法上に自治体消防が規定された。自治体消防の発足を記念して、消防組織法施行日（1948年3月7日）である3月7日を消防記念日とし、消防功労者に対する消防庁長官表彰など様々な消防関係行事がとりおこなわれている。

### 消防広域応援
大規模・特殊災害に備えて、市町村消防同士で相互応援協定を締結することと定められている（第39条）。また、全国的な消防応援組織である緊急消防援助隊についても規定されている（第45条）。

### 消防の教育訓練
消防職員・消防団員の消防技術向上のため、都道府県及び一部の政令指定都市は消防学校を設置し、教育訓練を行うこととされている（第51条）。また、国においてはより上級の教育訓練機関（消防大学校）が設置されている（第5条）。

## 構成
- 第1章 - 総則（第1条）
- 第2章 - 国の行政機関（第2条 - 第5条）
- 第3章 - 地方公共団体の機関（第6条 - 第30条）
- 第4章 - 市町村の消防の広域化（第31条 - 第35条）
- 第5章 - 各機関相互間の関係等（第36条 - 第52条）
- 附則